# Frank-Thorsten Moll
Frank-Thorsten Moll (* 1977 in Villingen-Schwenningen)  ist ein deutscher Kunsthistoriker, Kunstwissenschaftler und Kurator sowie Direktor des IKOB – Museum für zeitgenössische Kunst in Belgien.

## Leben
1977 in Baden-Württemberg geboren, legte Frank-Thorsten Moll 1996 sein Abitur an der Heimschule Lender in Sasbach ab.
In Karlsruhe studierte Moll ab dem Wintersemester 1998 Kunstwissenschaft und Medientheorie sowie in den Nebenfächern Philosophie,
Ästhetik und Medienkunst an der Staatlichen Hochschule für Gestaltung (HfG). Während seiner Studien arbeitete er von Februar 2002 bis März 2005 als wissenschaftlicher Assistent an dem von der Volkswagenstiftung geförderten internationalen Forschungsprojekt „Global Icons – Ikonen des globalen Bildverkehrs“ unter Lydia Haustein an der damaligen Hochschule der Künste in Berlin-Weißensee. Zeitweilig parallel dazu wirkte Moll im Jahr 2002 unter Okwui Enwezor im Führungsteam der Documenta 11. Von 2003 bis 2005 war Moll Stipendiat der Studienstiftung des deutschen Volkes. Im März 2005 legte Moll im Fachbereich Kunstwissenschaft seine Magisterarbeit unter Hans Belting und Beat Wyss zum Thema Die Documenta 11 und der postkoloniale Diskurs ab.
Von März 2005 bis August 2006 arbeitete Moll im Haus der Kulturen der Welt in Berlin: Betraut mit der Organisation von Konferenzen und Lesungen, assistierte er der kommissarischen Leiterin des Hauses, Lydia Haustein. Parallel dazu lehrte er gemeinsam mit Haustein an der Kunsthochschule Berlin-Weißensee die Seminare „Videokunst & Videoclip“ sowie „Versuchung durch Schönheit“.
2006 ging Frank-Thorsten Moll nach Hannover, wo er vom August des Jahres bis November 2009 Ausstellungen der Kestnergesellschaft kuratierte.
Im Dezember 2009 ging Moll nach Friedrichshafen, wo er die Leitung der Kunstabteilung des Zeppelin Museum übernahm. Dort war er zuständig für die ständige Sammlung, für das Andreas Feininger Archiv sowie die Neukonzeption des Kunstbereiches. Zu den von Moll verantworteten rund 30 Wechselausstellungen zählten „monografische Ausstellungen zu Otto Dix, Andreas Feininger, Anton Stankowski, Michael Sailstorfer, Ré Soupault und Héctor Zamora, aber auch thematische Präsentationen, wie ‚Neue Heimat – Zwischen den Welten‘ oder ‚Die Welt von oben – Die Vogelperspektive in der Kunst‘“.
Als Nachfolger von Maïté Vissault übernahm Moll zum 1. März 2016 die Leitung des IKOB – Museum für zeitgenössische Kunst in der belgischen, aber deutschsprachigen Stadt Eupen südlich von Aachen.

## Schriften (Auswahl)
- Veit Görner, Hilke Wagner, Frank-Thorsten Moll: Barbara Kruger, desire exists where pleasure is absent. Publikation anlässlich der Ausstellung Barbara Kruger, Desire Exists Where Pleasure Is Absent in der Kestnergesellschaft in Hannover vom 1. September bis 5. November 2006, Bielefeld: Kerber, 2006, ISBN 978-3-938025-95-6; Inhaltstext
- András Masát (Hrsg.), István Csákány (Ill.): +++PLUSZ+++ – kapitalistische Freundschaft. + István Csákány ... , Ausstellung am CHB, Collegium Hungaricum Berlin vom 31. August bis 20. September 2007 in Kooperation mit der Delta35 Projektgalerie Berlin, Texte teilweise in Deutsch und teilweise in Ungarisch, Berlin: CHB, 2007
- Veit Görner, Frank-Thorsten Moll, Roland Meyer: One hundred fish fountain – Bruce Nauman, Begleitschrift zur Ausstellung Bruce Nauman, One Hundred Fish Fountain in der Kestnergesellschaft in Hannover vom 28. September bis 4. November 2007, Heidelberg: Kehrer, 2007, ISBN 978-3-939583-64-6 und ISBN 3-939583-64-2
- Schwarfvertiefte Finsternisse – Die Glaubensfrage der Malerei / Dark Black Depths. The Questions of Faith as Asked in Painting, in: Philipp Haager. Phasis, mit einem Vorwort von Helmut A. Müller, Ausstellungskatalog, 08.01.2010–07.02.2010, Hospitalhof Stuttgart, Kehrer Verlag: Heidelberg, Berlin 2010, S. 8–14. ISBN 978-3-86828-154-5
- Frank-Thorsten Moll (Hrsg.), Ursula Zeller: Luftkunst, Begleitschrift zur gleichnamigen Ausstellung vom 4. Februar bis 1. Mai 2011, Zeppelin-Museum Friedrichshafen – Technik und Kunst, 1. Auflage, Friedrichshafen: Zeppelin-Museum, 2011, ISBN 978-3-86136-146-6